# Hüsnü Kocabaş
Hüsnü Kocabaş ('s-Hertogenbosch, 16 juni 1979) is een Nederlands amateurbokser, die uitkwam in het lichtgewicht, oftewel de klasse tot 60 kilogram. Zijn ouders zijn afkomstig uit Turkije en vestigden zich begin jaren zeventig in Nederland. Kocabaş heeft zowel de Nederlandse als de Turkse nationaliteit.
Kocabaş heeft de mavo in 's-Hertogenbosch doorlopen en begon daarna aan de opleiding tot sportinstructeur aan het CIOS, het Centraal Instituut voor de Opleiding van Sportleiders. Hij vond emplooi bij Defensie, waar wachtmeester Kocabaş tot september 2010 als ambassadeur voor de topsport deel uitmaakte van de Defensie Topsport Selectie. Op deze wijze is hij in de gelegenheid geweest de boksport op topniveau te combineren met zijn overige werkzaamheden bij de marechaussee.
Op 17-jarige leeftijd is Hüsnü Koçabas al Nederlands beste bokser bij de junioren. In 1997 bereikt hij in Birmingham de kwartfinale van de Europese kampioenschappen in zijn leeftijdscategorie. In 2000 breekt Koçabas in het Finse Tamperre internationaal door bij de Europese kampioenschappen senioren via de kwartfinale. Drie jaar later, in 2003, bereikt hij wederom de kwartfinale, maar nu bij de wereldkampioenschappen in Bangkok. Het levert hem A-status bij het NOC*NSF op. Hüsnü is opgeleid door Henny Mandemaker op zijn sportschool in Den Bosch en in 2004 is hij ook intensief getraind door Ismael Salas, de vermaarde Cubaanse bokscoach.
Kocabas was anno 2011 twaalfvoudig Nederlands kampioen. De Olympische Spelen in Athene (2004) haalde hij net niet vanwege een opgelopen lipblessure bij het kwalificatietoernooi in Bakoe, waarbij 28 hechtingen nodig waren. In 2005 behaalt hij een van de mooiste resultaten uit zijn carrière door Militair Wereldkampioen in Pretoria te worden. Voor zijn militaire wereldtitel en zijn betekenis voor de militaire sport in het algemeen werd hij in juni 2006 onderscheiden met de “CISM bronze Star Sport Merit”.
In november 2011 sloot Kocabas zijn lange topsportcarrière af na een fraaie overwinning op China tijdens het Bep van Klaveren Memorial in Rotterdam. Onenigheid met de bond omtrent kwalificatie voor de Olympische Spelen 2012 in Londen heeft hem doen besluiten te stoppen. Kocabas is nog steeds actief als IBT-instructeur, Wachtmeester der Eerste Klasse bij de Koninklijke Marechaussee en houdt een nauwe band met de bokssport door zijn aanstelling als bondscoach van de Militaire Equipe.